# Ајзенах
Ајзенах (њем. Eisenach) град је у њемачкој савезној држави Тирингија. Посједује регионалну шифру (AGS) 16056000.
Основан је 1180. године. Познат је као родно место Јохана Себастијана Баха.

## Географија
Град се налази на надморској висини од 215 метара. Површина општине износи 103,8 km².

## Становништво
У самом граду је, према процјени из 2010. године, живјело 43.051 становника. Просјечна густина становништва износи 415 становника/km².

## Међународна сарадња
| Мјесто      | Држава      | Врста сарадње | Од    |
| ----------- | ----------- | ------------- | ----- |
| Вејверли    | САД         | партнерство   | 1992. |
| Могиљов     | Бјелорусија | контакт       | 2000. |
| Седан       | Француска   | партнерство   | 1991. |
| Скандерборг | Данска      | партнерство   | 1993. |
| Извор       |             |               |       |